# George Gallup
George Horace Gallup (Jefferson, Iowa; 18 de noviembre de 1901-Thun, 26 de julio de 1984) fue un periodista,  matemático y estadístico estadounidense. Fundó el American Institute of Public Opinion, Instituto de Opinión Pública estadounidense, en 1935 para realizar sondeos electorales en Estados Unidos, conocer los gustos de la gente y estudiar la opinión de la masa social. Fue pionero en la medición de la audiencia tanto de radio como de televisión mediante encuestas.

## Biografía
Gallup nació en una familia de la ganadería lechera en Jefferson, Iowa. Ingresó en la Universidad de lowa en 1918, y obtuvo una licenciatura, y doctorado en Ciencias Políticas. En ese tiempo trabajó como editor del periódico estudiantil The Daily Iowan. Su tesis doctoral se titula Una nueva técnica para el objetivo métodos de medición. Después de la enseñanza en Iowa, que dejó en 1929 para dirigir la escuela de periodismo en la Universidad de Drake, dejando posteriormente en 1931 para enseñar y hacer investigación en la Universidad Northwestern. Un año más tarde se unió a Young & Rubicam (Y&R), una agencia de publicidad, donde se llevó a cabo encuestas de opinión pública para sus clientes y que la industria se convirtió en el primer director de investigación de mercado. Permaneció con Y&R de dieciséis años. Aunque todavía en Y & R, fundó el Instituto Americano de Opinión Pública en 1935. 
En 1936, su nueva organización logró el reconocimiento nacional gracias a que predijo correctamente a partir de las respuestas de sólo 5000 sujetos, el resultado de las elecciones presidenciales de ese año. La encuesta de Gallup contradecía los resultados de la muy respetada revista literaria Digest, cuya encuesta había sido mucho más amplia (dos millones). No sólo obtener el derecho de elección, él predijo correctamente los resultados de la encuesta Recopilación literaria y utilizando una muestra aleatoria más pequeña que la suya, pero elegido para que coincida con él. Doce años más tarde, su organización tuvo su momento de mayor ignominia, cuando se predijo que Thomas E. Dewey derrotaría Harry S. Truman en las elecciones de 1948, por una diferencia de entre el 5% y el 15%. Gallup consideró que el error se debió principalmente a poner fin a su encuesta tres semanas antes de la jornada electoral. 
Gallup murió de un ataque al corazón en su casa de verano en Tschingel, una aldea en el Berner Oberland de Suiza. 
- Datos: Q315542
- Multimedia: George Gallup / Q315542